# Sân bay Ban Huoeisay
Sân bay Ban Huoeisay hay Sân bay Ban Houay Xay, Sân bay Ban Houei Sai (IATA: HOE / OUI, ICAO: VLHS) là một sân bay ở Ban Hat Tai, Lào. Sân bay này có một đường băng dài 1472 m có bề mặt rải bê tông nhựa.

## Các hãng hàng không và các tuyến điểm
Cho đến năm 2008, chỉ có hãng hàng không Lào (Lao Airlines) hoạt động tại đây với tuyến bay Viêng Chăn.
- Lao Airlines (Vientiane)[2]